# Idiommata fusca
Idiommata fusca är en spindelart som beskrevs av Ludwig Carl Christian Koch 1874. Idiommata fusca ingår i släktet Idiommata och familjen Barychelidae.
Artens utbredningsområde är Queensland. Inga underarter finns listade i Catalogue of Life.